# Военщина (1906)
„Военщина“ с подзаглавие Независим политически вестник. Орган за мир на човечеството е български вестник, излязъл в един двоен брой в 1906 година в Пазарджик, България.
| Годишнина | Броеве | Дата        |
| --------- | ------ | ----------- |
| I         | 1 – 2  | 15 юли 1906 |

Редактор на вестника е Борис Хаджирашков. Печата се в печатница „Македония“ в Пловдив. Според издателите: Вестникът е периодически. Следни бройове ще излезнат непременно, щом редакционният му комитет реши най-целесъобразно. Заглавието е и на френски език.
Двойният брой е на силно антимилитаристични позиции. Уводната статия е в бомбастичен стил и е озаглавена „Край строят кръвопролитен“ и в нея пише: „От националното „освобождение“ насам всички политически готовани, всички приспособени мирни „еволюционисти“, всички практични бавни „прогресисти“, всички „интелигентни“ адвокати на буржоазните партии и глутнишки фракции, даже идеолозите на така маскираните „млади демократи“, в същност стари консерватори, не са докоснали, не намаляват и няма сами отгоре да разоръжат армията, заслепеното опорно оръдие на варварския деспотизъм! ... А военщината е онзи кървав вампир, който вън от „либералната“ писана конституция, в лабиринтски мрежи и минотавърски уста цели поглъща хиляди здрави младежи, смучи пролетния дъх на буйната им младост, изродително притъпява човешкото им достойнство, оскотява ги и живозаровени ги изпива в живинясало по две, три и повече години в казармени душници и параходни тюрми плавателни!“.
Програмата съдържа следните точки: прекратяване на войната кръвопролитна; унищожение на военните съдилища; съвършено премахване на тюрмената инквизиторска дисциплинарна „рота“; унищожение на войнишкото робско слугуване вестовойството; закриване на изключителните кастово-класови кадетска осакатитилница и юнкерски сабленосецо-развъдник; унищожение на партизанската правителствена пагонирана жандармерия; изборно отговорна и сменяема цивилна стража само за местни публични нужди; отделяне на религиозните капищни църкви от светската държава. В обширната програма се цели още федеративна Македония, балканска конфедерация, разоръжение на казармените войски, милиция. „Време е вече от позиция недостъпна с пламенна поразителност да нападнем средновековните останки на царизма и унищожаваме пъклената тиранизация на буржоазния притеснителен строй по всички посоки, в каквито и форми да се проявява той“.